# Херардо Галіндо
Херардо Габріель Галіндо Мартінес (ісп. Gerardo Gabriel Galindo Martínez; нар. 23 травня 1978, Куернавака, Мексика) — колишній мексиканський футболіст, півзахисник, відомий за виступами за «УНАМ Пумас» і збірну Мексики.

## Клубна кар'єра
Галіндо почав кар'єру в клубі «УНАМ Пумас». 31 серпня 1997 року в матчі проти «Атланте» він дебютував в мексиканській Прімері. У 2004 році Херардо виграв Клаусуру і Апертуру, а також став володарем Суперкубка Мексики. У 2005 році він допоміг «пумам» вийти у фінал Південноамериканського кубка і Ліги чемпіонів КОНКАКАФ. 6 березня 2005 року в поєдинку проти «Атласу» він забив свій перший гол за «УНАМ Пумас».
У 2006 році Галіндо перейшов в «Некаксу». Перші сезони він виходив у стартовому складі, але потім втратив місце в основі і на правах оренди виступав за «Монтеррей» і «Тіхуану». У складі «Монтеррея» у 2009 році Херардо втретє став чемпіоном Мексики.
В кінці 2011 році в нього закінчився контракт і на початку 2012 року він підписав контракт з «Естудіантес Текос». 8 січня в матчі проти «Толуки» він дебютував за новий клуб.
На початку 2013 року Херардо став футболістом команди Ліги Ассенсо «Альтаміра». 12 січня в матчі проти свого колишнього клубу «Некакси» він дебютував за нову команду. Галіндо вийшов на поле лише в шести матчах і після закінчення сезону завершив кар'єру.

## Міжнародна кар'єра
4 червня 2000 року в товариському матчі проти збірної Ірландії Галіндо дебютував у збірну Мексики. У 2005 році він потрапив в заявку національної команди на участь у розіграші Золотого кубка КОНКАКАФ. На турнірі Херардо зіграв у матчах проти збірних Гватемали, Ямайки і Колумбії. У поєдинку проти гватемальців він забив гол.

## Досягнення
Командні
 УНАМ Пумас
- Чемпіон Мексики: Клаусура 2004, Апертура 2004
- Володар Суперкубка Мексики: 2004
- Володар Кубка Сантьяго Бернабеу: 2004

 «Монтеррей»
- Чемпіон Мексики: Апертура 2009